# Otogi 2: Immortal Warriors
Otogi 2: Immortal Warriors est un jeu vidéo de type beat them all développé par FromSoftware et édité par Sega. Il est sorti sur Xbox exclusivement en 2005 et est la suite de Otogi: Myth of Demons.
Le jeu est basé sur le légendaire Raikoh, guerrier revenant du royaume des morts, ses quatre généraux : Suetake, Kintoki, Tsuna, and Sadamitsu, et leur guide, Seimei.

## Trame

### Synopsis
L'histoire reprend là où le premier volet s'arrête. Elle est ancrée dans un Japon médiéval mystique dans lequel les démons s'attaquent au monde des vivants. 
Seimei, une puissante magicienne, fait de nouveau appel à Raikoh Minamoto, le guerrier légendaire afin de l'aider à repousser l'invasion des forces du mal qui s'attaquent à la capitale sacrée du Japon. Cette fois, il n'est pas seul et avec l'aide de quatre nouveaux combattants, ils vont allier leurs pouvoirs pour détruire les démons et empêcher l'obscurité d'envahir le monde.

### Personnages

#### Personnages jouables
- Raikoh : Raikoh est un guerrier légendaire connu à travers les âges. Il brandit une épée sacrée transmise depuis des générations.  Lorsque Seimei réalise le danger qui menace l'Orbe Saint, elle a fait appel à Raikoh. Raikoh a juré de toujours protéger la Capitale en combattant jusqu'au bout avec l'aide de ses quatre fidèles généraux. Avec une grande puissance d'attaque et la plus haute défense magique dans le jeu, Raikoh est un guerrier robuste avec une palette de mouvements équilibrés, une bonne hauteur de saut et un déplacement rapide. Il est idéal pour les débutants et peut être joué dans la plupart des niveaux.

- Seimei : Seimei est une puissante magicienne armée de deux éventails. Elle est capable d'utiliser des sorts puissants qu'aucun autre personnage ne peut employer, elle peut également absorber l'énergie des démons et les projeter.

- Kintoki (House of Suzaku) : Kintoki est un colosse armé d'une gigantesque hache. Il dispose d'une force vitale importante et peut projeter les démons. Il est très puissant mais ses mouvements et ses magies sont limités.

- Sadamitsu (House of Genbu) : Sadamitsu est très faible en attaque mais peut effectuer de longs combos. Elle compense sa faible défense par l'agilité.

- Tsuna (House of Byakko) : Tsuna est une créature hybride entre l'homme et le chien. Il est équipé d'une double lame plus grande que la hauteur d'un homme. Il peut attaquer sur une vaste zone et est redoutable lorsque l'ennemi est en supériorité numérique. Il est idéal pour les niveaux comprenant de nombreux démons. Ses sorts sont limités, il est donc plus adapté aux affrontements physiques.

- Suetake (House of Soryu) : Suetake possède des attaques très vastes et peut sauter (ou planer étant donné qu'il n'a pas de jambes)indéfiniment. Il est facile à surprendre car ses mouvements sont lents, mais il est le seul à pouvoir employer certains sorts puissants.

#### Ennemis
- Masakado : C'est un guerrier mort-vivant sans tête
- Ghouls : Ce sont des créatures très faibles physiquement mais disposant de magies qui leur permettent de mettre les personnages en Silence ou de prendre possession des corps des statues.
- Blaze Spiders : Ce sont des araignées de petite taille.
- Spider Demon (Tsuchigumo): Ce sont des araignées géantes.
- Nine-Tailed Fox : C'est un renard géant à neuf queues d'une puissance physique et magique redoutable. Il est le dernier Boss du jeu.
- Mythological Centipedes (Kudara and Adara). Ce sont des vers géants vivant dans les glaces et maitrisant tous deux des magies différentes.
- The Spider Clan Leader (Chitou): Cette araignée géante est le chef du Clan des Spiders.
- Onibi
- Blood Skeletons : Ces squelettes équipés d'une lame et d'un bouclier ont pour particularité de se déplacer en nombre important.
- The Crimson King : Il s'agit d'un boss caché que l'on rencontre lors de la dernière mission bonus (Forest of Havoc).
- High Priest Jyosei
- Douman : C'est un démon centaure qui possède une grande puissance lorsqu'il se trouve dans la pénombre.

## Système de jeu
Le jeu se présente sous la forme d'un beat'em all à la troisième personne, les missions visent à détruire les démons et/ou certains éléments du décor. Le choix du personnage en début de niveau est important car chacun dispose de compétences différentes au combat et en magie.
Les stages (niveaux) sont regroupés en phases; chacune d'entre elles pouvant contenir jusqu'à quatre niveaux. Chaque personnage ne peut participer qu'à un niveau par phase. Certains niveaux imposeront des personnages spécifiques. Au début de chaque niveau, l'affinité entre le personnage et le niveau est précisée par un chiffre. Plus le chiffre est grand, plus le personnage aura de facilités à purifier la zone des démons qu'elle abrite.
- Équipement : Chaque personnage peut être équipé d'une arme, d'un sort magique et d'un accessoire.
- Magasin : Le magasin propose d'acheter des sorts, accessoires et améliorations de personnage.
- Absorption de magie et projection : Kintoki et Seimei peuvent projeter violemment les démons ainsi qu'absorber de la magie en les saisissants.
- Saut : Chaque personnage possède son propre style de saut.
  - Raikoh/Tsuna : Double sauts possible
  - Seimei/Sadamitsu : Après un double saut, une action en l'air permet à nouveau un double saut.
  - Suetake : Sauts illimités
  - Kintoki : limité au sauts simples

L'option 2nd Play permet de rejouer le jeu depuis le début en disposant des objets et niveaux des personnages acquis lors de la première partie. Ce mode devient disponible après avoir terminé le jeu une fois. La quatrième épée de Raikoh est accessible lors de la seconde partie.

## Bande-son
Le compositeur principal est Yuki Ichiki. Le morceau d'introduction s'appelle "Voices" et est exécuté par DoRe.

## Accueil
Le jeu a été très bien noté dans la presse et sur les sites spécialisés. Les professionnels mettent l'accent sur une ambiance remarquable et singulière ainsi que sur la présence d'effets visuels extrêmement nombreux et réussis.
- GameSpot : 8,3/10[1]
- Gamekult : 7/10[2]
- IGN : 8,4/10[3]
- Jeuxvideo.com : 16/20[4]